# 삼성 갤럭시 S8 플러스
삼성 갤럭시 S8 Plus (Samsung Galaxy S8 Plus)은 2017년 삼성전자에서 제조, 판매하는 안드로이드 스마트폰으로, 갤럭시 S7, 갤럭시 S7 엣지의 후속 제품이다. 삼성 갤럭시 S8와 함께 2017년 3월 29일 오전 11시(뉴욕 현지 시간 기준) 미국 뉴욕 링컨 센터에서 공개, 2017년 4월 21일에 출시하였다.

## 소프트웨어
2017년 4월 21일 Android 7.0 누가로 출시되었다.
2018년 2월 27일부터 8.0 오레오 베타 유저부터 배포하기 시작하여 28일부터 정식으로 Android 8.0 오레오 업그레이드를 진행하였다.
2019년 3월 11일부터 9.0 파이 베타 유저부터 9.0 파이 펌웨어를 배포하여 12일부터 정식으로 Android 9.0 파이 업그레이드를 진행하였다.

## 관련 기종
- 삼성 갤럭시 S8

## 색상
- 미드나잇 블랙
- 오키드 그레이
- 메이플 골드 (대한민국 등 일부 국가 미출시)
- 코랄 블루
- 로즈 핑크[4]